# I. Filibert savoyai herceg
Savoyai I. Filibert, franciául: Philibert Ier de Savoie, olaszul: Filiberto I di Savoia, később melléknevén Vadász Amadé, franciául: le Chasseur, olaszul: il Cacciatore (Chambéry, 1465. augusztus 17. – Lyon, 1482. szeptember 22.), a Savoyai-házból származó herceg, IX. Amadé herceg fia, 1472–1482 között Savoya negyedik uralkodó hercege, Piemont hercege, Aosta és Maurienne grófja.

## Élete

### Származása
Filibert herceg 1465-ben született a Savoyai Hercegség fővárosában, a chambéry hercegi kastélyban.
Édesapja IX. Amadé savoyai herceg (1413–1465) volt, I. Lajos herceg (1413–1465) és Lusignan Anna ciprusi királyi hercegnő (1418–1462) fia, I. Janus ciprusi és jeruzsálemi király (1374/75 – 1432) unokája.
Édesanyja Valois Jolanda francia királyi hercegnő (1434–1478) volt, VII. Károly francia király (1403–1461) és Anjou Mária királyné (1404–1463) leánya, II. Lajos címzetes nápolyi király unokája.
Szülei házasságából 12 gyermek született (a krónikák 10-12 közötti számról szólnak), de csak heten érték meg a felnőttkort.
1. Lajos (Louis/Luigi, (*/† 1453)
2. Anna (Anne, (1455–1480), aki 1478-ban a Trastámara-házból való IV. Frigyes nápolyi királyhoz (1452–1504) ment feleségül,[3]
3. Károly (Charles/Carlo, 1456–1471), Piemont hercege
4. Lajos (Louis/Luigi, 1458–1460)
5. János (Jean/Giovanni, 1459–1461)
6. Mária (Marie/Maria 1461–1513), aki 1476-ban Fülöp hachberg-sausenbergi őrgrófhoz (1453–1503) ment feleségül
7. Lujza (Louise/Ludovica, 1462–1503, aki 1479-ben Chalon-i Hugóhoz, Château-Guyon urához († 1490), II. Louis de Chalon-Arlay orániai herceg fiához ment feleségül (1839-ben boldoggá avatták)
8. Filibert (Philibert/Filiberto, 1465–1482), apjának utódaként 1472–1482 között I. (Vadász) Filibert néven Savoya uralkodó hercege, aki 1474-ben Sforza Bianka Mária milánói hercegnőt vette feleségül
9. Bernát (Bernard/Bernardo, (*/†1467), csecsemőkorban meghalt, a pinerolói ferences templomban temették el,[4] Szívurnáját a cölesztinus rend lyoni kolostorának régi templomában helyezték el.[4]
10. Károly (Charles/Carlo, 1468–1490), bátyjának utódaként 1482–1490 között I. (Harcos) Károly néven Savoya uralkodó hercege, aki 1485-ben Monferratói Blanka márkinőt (1472–1519) vette feleségül
11. Jakab Lajos (Jacques Louis/Giacomo Luigi,  1470–1485), Gex márkija, aki saját unokanővérét, Savoyai Lujzát (1467-1530), nagybátyjának, Savoyai Janusnak, Genf grófjának egyetlen gyermekét vette feleségül
12. Jean-Claude Galléas / Gian Claudio (*/† 1472), születésekor meghalt

### Házassága

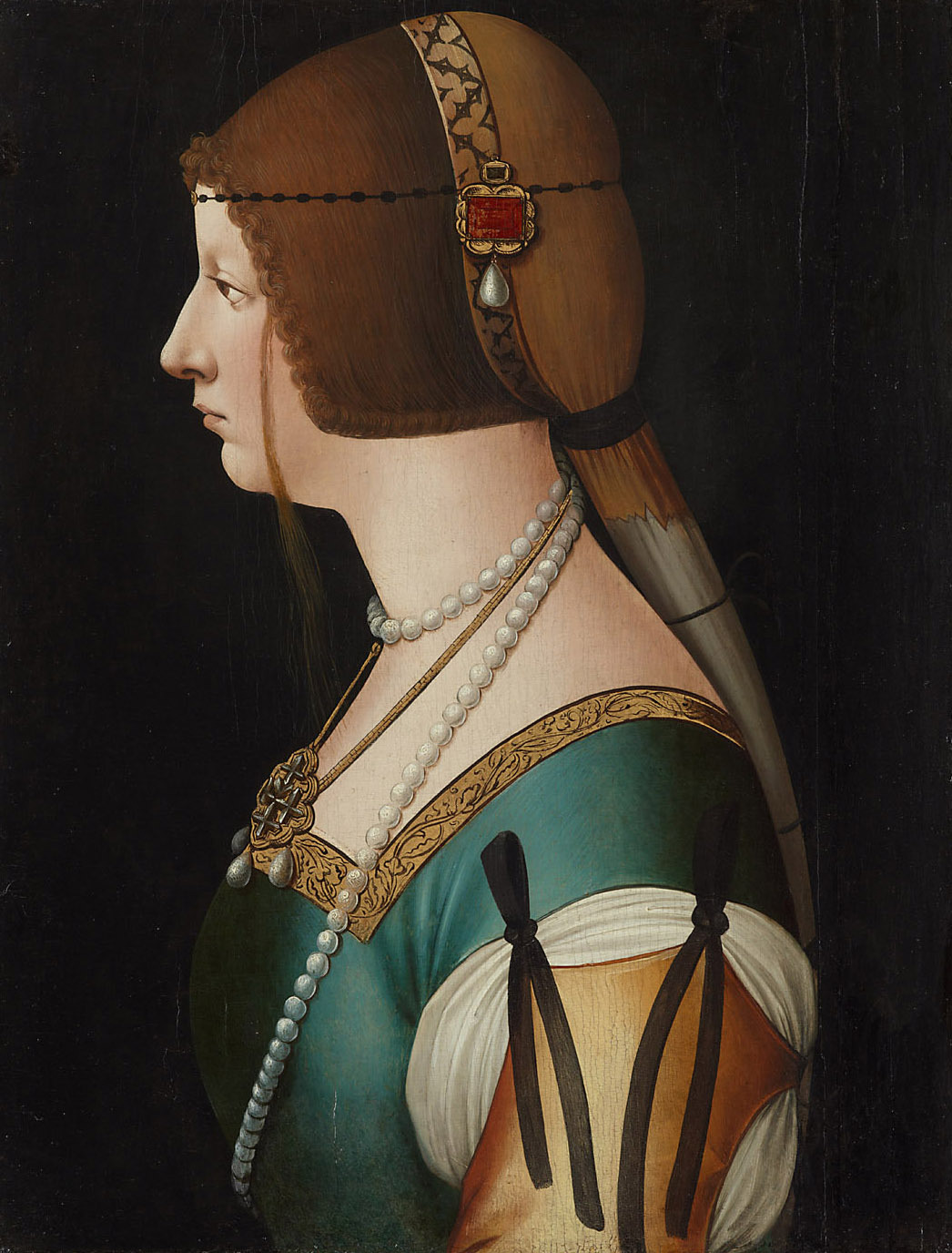
Felesége, Sforza Bianka Mária portréja (1493 körül)

1474-ben anyja megszervezte, hogy a kilencéves Filibert herceg hivatalos házassági szerződéssel feleségül vegye kétesztendős unokanővérét, Sforza Bianka Mária milánói hercegnőt (1472–1510), Galeazzo Maria Sforza milánói hercegnek és Savoyai Bona hercegnőnek leányát, Filibert herceg nagyapjának, Savoya korábbi uralkodójának, I. Lajos savoyai hercegnek unokáját. A gyermekházasságból nem születtek utódok.

### Rövid uralkodása
Apja, IX. Amadé herceg 1472-ben elhunyt. A Savoyai Hercegség trónját hétesztendős fia, Filibert herceg örökölte, I. Filibert néven. Nevében anyja, az özvegy Jolanda hercegné gyakorolta a régensi hatalmat, aki már gyenge kezű férjének, IX. Amadé herceg életében is kezében tartotta a gyakorlati politika irányítását. Az 1474–1477 között zajló burgundiai háború során a Savoyai Hercegségnek egyensúlyoznia kellett a szomszédos hadviselő hatalmak között. Savoya hagyományos szövetségese a svájci kantonok szövetsége volt. Jolanda hercegné bátyja, XI. Lajos francia király a svájciakkal szövetségben harcolt az agresszív Merész Károly burgundi herceg ellen, hogy a Francia Királyság számára megszerezze a gazdag Burgundi Hercegséget. Savoya joggal félhetett egy ellene irányuló katonai szövetség létrejöttétől Burgundia és a Milánói Hercegség között, ezért 1474-ben a régens hercegné együttműködést keresett a növekvő hatalmú Merész Károllyal. Ezzel ellentétbe került saját bátyjával, XI. Lajos királlyal, aki kísérletet tett a gyermek Filibert herceg uralmának megdöntésére. Helyére az elhunyt Amadé herceg öccsét, a Jolandával erősen rivalizáló, hataloméhes Fülöp herceget akarta tenni, aki már apja, Lajos herceg ellen is lázadozott. (A XI. Lajos által tervezett államcsíny nem valósult meg).
1476 nyarán Merész Károlyt súlyos vereségek érték a grandsoni és a murteni (morat-i) csatákban. A feldühödött Károly herceg Filibert herceg anyját, Jolanda régens hercegnét azzal vádolta, hogy titokban együttműködik bátyjával, az ellene hadat viselő XI. Lajos királlyal. A régens hercegnét Károly katonái elfogták. A vele lévő Filibert herceget a kíséret hűséges tagjai egy búzatáblában elrejtették, és hazamenekítették Chambérybe. Anyját a burgundi herceg Rouvres-en-Plaine várába záratta, innen 1476 októberében francia katonák kiszabadították és XI. Lajos királyhoz kísérték. Jolanda engedett bátyja követelésének, és ettől kezdve Savoyát következetesen a Francia Királyság érdekei alapján kormányozta haláláig, 1478. augusztus 28-ig.

### Utolsó évei
Anyja halála után a savoyai hercegi udvarban hatalmi harc tört ki, amelyből Filibert nagybátyja, Bresse-i Fülöp került ki győztesen. A tizenhárom éves Filibert herceget és tízéves öccsét, Károlyt Lyonba vitte, XI. Lajos francia király udvarába. Savoya a francia király közvetlen befolyása alá került. Az ifjú Filibert zavartalanul hódolhatott vadászszenvedélyének, amelynek melléknevét is köszönhette.
Filibert herceg 1482-ben, tizenhét éves korában halt meg, egy vadászat során. Számos kortársa azonnal hangot adott gyanújának, hogy megmérgezhették vagy más módon meggyilkolhatták.
Testét az Hautecombe apátságban temették el.
A Savoyai Hercegség trónját 14 éves öccse, Károly herceg örökölte, I. Károly néven. Filibert herceg de jure özvegye, Sforza Blanka hercegné 1494-ben feleségül ment I. Miksa német-római császárhoz.